# (6598) Modugno
(6598) Modugno (1988 CL) – planetoida z pasa głównego asteroid okrążająca Słońce w ciągu 4,44 lat w średniej odległości 2,7 j.a. Odkryta 13 lutego 1988 roku.